# Frank Springer (Comiczeichner)
Frank Springer (* 6. Dezember 1929 in New York City; † 2. April 2009 in Damariscotta, Maine) war ein US-amerikanischer Comiczeichner, der insbesondere durch die Marvel Comics Dazzler und Nick Fury sowie den Erotik-Comic The Adventures of Phoebe Zeit-Geist bekannt wurde.

## Biographie
Springer studierte an der Syracuse University Kunst und erreichte 1952 einen Abschluss. Nach Absolvierung des Wehrdienstes von 1952 bis 1954 arbeitete er zunächst als Pressezeichner und für die Werbung, bevor er von 1955 bis 1960 George Wunder bei dem Strip Terry and the Pirates unterstützte. 1965 und 1966 zeichnete Springer zu den Texten von Michael O’Donoghue für das Magazin Evergreen Review den Erotik-Comic The Adventures of Phoebe Zeit-Geist. Als Freier Mitarbeiter war er unter anderem für Marvel Comics, Derll Comics und DC Comics tätig. Unter den Pseudonymen Francis Hollidge und Bob Monhegan schuf Springer diverse Beiträge für National Lampoon. Von 1995 bis 1997 war er Präsident der National Cartoonists Society.
Springer, der seit 1956 verheiratet und Vater von fünf Kindern war, starb an den Folgen einer Prostatakrebserkrankung.